# アカガエル属
アカガエル属（アカガエルぞく、Rana）は、両生綱無尾目アカガエル科に含まれる属。

## 分類
- Rana catesbeiana ウシガエル
- Rana chalconota キグチガエル
- Rana clamitans ブロンズガエル
- Rana dalmatina ダルマチアアカガエル
- Rana dybowskii チョウセンヤマアカガエル（ツシマヤマアカガエル）
- Rana esculenta ヨーロッパトノサマガエル
- Rana forreri フォラーアカガエル
- Rana graeca ギリシャアカガエル
- Rana grylio ブタゴエガエル
- Rana hosii ホースガエル
- Rana iberica イベリアアカガエル
- Rana italica イタリアアカガエル
- Rana japonica ニホンアカガエル
- Rana kobai アマミアカガエル
- Rana neba[1] ネバタゴガエル
- Rana nigromaculata トノサマガエル
- Rana okinavana ヤエヤマハラブチガエル
- Rana ornativentris ヤマアカガエル
- Rana perezi ペレスワライガエル
- Rana pipiens ヒョウガエル
- Rana pirica エゾアカガエル
- Rana porosa ダルマガエル
- Rana ridibunda ワライガエル
- Rana sakuraii ナガレタゴガエル
- Rana signata キオビナガレアカガエル
- Rana sphenocephala ミナミヒョウガエル
- Rana tagoi タゴガエル
- Rana temporalis ケララアカガエル
- Rana temporaria ヨーロッパアカガエル
- Rana tigerina トラフガエル
- Rana tsushimensis ツシマアカガエル
- Rana ulma リュウキュウアカガエル
- Rana vaillanti ベリーズアカガエル - など